# Мутація (теорія вузлів)

Вузол Кіношіти — Терасаки (11n42) і вузол Конвея (11n34) пов'язані мутацією.

В теорії вузлів мутація — це операція над вузлом, яка може призвести до іншого вузла.

## Визначення
Нехай K — вузол, заданий у вигляді діаграми. Нехай D — диск у площині діаграми, границі якого перетинають K рівно чотири рази. Можна вважати (у разі необхідності використаємо ізотопію), що диск геометрично круглий і чотири точки перетину розташовані на однаковій відстані. Частина вузла всередині диска є клубком. Є два відбиття, які міняють місцями пари кінцевих точок цього клубка. Крім того, є також повороти. Мутація замінює початковий клубок клубком, отриманим будь-якою з цих операцій. Результатом завжди буде вузол, який називають мутацією вузла K.
Мутанти нелегко відрізнити, оскільки вони мають багато однакових інваріантів. Вони мають однаковий гіперболічний об'єм (як показав Руберман) і той самий многочлен  HOMFLY.

## Приклади
- Пара вузлів, Конвея і Кіношити — Терасаки, є мутаціями один одного, але мають різний рід, що дорівнює 3 і 2 відповідно.